# 园区网络
园区网络（英語：Campus network，缩写）是一个在有限的地理区域相互连接的局域网组成的 网络（交換器、 路由器）和传媒体（光学纤维、5类电缆等等）几乎由园区承租人/所有人（企业、大学、政府等）完全拥有的。  

## 大学校园
学院或大学校园内的网络往往在各种建筑物之間互连，包括行政建筑物、学术建筑物、大学图书馆、校园或学生中心、 宿舍中、健身房和其他外围的结构，如 会议中心、技术中心和培训机构。
早期的例子包括在斯坦福大学中的斯坦福大学网络、 麻省理工学院中的雅典娜工程 以及卡内基梅隆大学的安德鲁工程。

## 企业园区
就像一个大学校区网络，使用区域网络连接各建筑物。这样的例子是有Googleplex和微软总部。园区网络通常光纤的高速以太网相互连接操作的(如千兆网和10千兆网)。

## 区域范围
CAN的范围可以是1 公里至5 公里。 如果两个建筑物具有相同的域名而他们都已經连接网络，那么，它将只被视为CAN。 
CAN主要用于企业园区中高速度的数据链接。